# The King of Fighters 2001
The King of Fighters 2001 est un jeu de combat produit par Eolith pour la Neo-Geo. Il s'agit du huitième jeu de la série The King of Fighters, de la troisième et dernière partie de l'arc narratif "NESTS Chronicles" et du premier jeu produit après la fermeture du SNK original. Leu jeu a été produit par la Corée du Sud basée à Eolith et développé par Eolith et Brezzasoft, une société formée par d'anciens employés de SNK. Pour cette raison, le logo SNK est affiché à l'ouverture, mais l'équipe de développement de SNK n'est pas du tout impliquée dans la production du jeu lui-même, à l'exception de la bande sonore. En raison de l'afflux de capitaux coréens, son influence se voit dans les personnages participants. Le jeu a été porté sur Sega Dreamcast au Japon uniquement et sur PlayStation 2. La version autonome PlayStation 2 est sortie en Amérique du Nord et en Europe dans un pack deux-en-un avec le jeu précédent de la série, The King of Fighters 2000. La version originale de Neo Geo et la version Sega Dreamcast ont été incluses dans The King of Fighters NESTS Hen compilation sortie pour la PlayStation 2 au Japon.

## Système de jeu
Le gameplay de The King of Fighters 2001 est sensiblement le même que son prédécesseur à la différence près qu'il est désormais possible de sélectionner avant chaque combat, le nombre de strikers de son équipe (0, 1, 2 ou 3). Ce changement implique plusieurs modifications dans le gameplay. En effet c'est le nombre de strikers choisi qui influence la barre de furie et non le nombre de personnages K.O.:
- 0 striker = 1 furie
- 1 striker = 2 furies
- 2 strikers = 3 furies
- 3 strikers = 4 furies

## Personnages
Hero Team
- K'
- Maxima
- Whip
- Lin

Japan Team
- Kyo Kusanagi
- Benimaru Nikaido
- Goro Daimon
- Shingo Yabuki

Iori Team
- Iori Yagami
- Vanessa
- Ramon
- Seth

Fatal Fury Team
- Terry Bogard
- Andy Bogard
- Joe Higashi
- Blue Mary

Art of Fighting Team
- Ryo Sakazaki
- Robert Garcia
- Yuri Sakazaki
- Takuma Sakazaki

Ikari Team
- Leona Heidern
- Ralf Jones
- Clark Still
- Heidern

Women Fighters Team
- King
- Mai Shiranui
- Hinako Shijou
- Li Xiangfei

Psycho Soldier Team
- Athena Asamiya
- Sie Kensou
- Chin Gentsai
- Bao

NESTS Team
- Kula Diamond
- K9999
- Angel
- Foxy

Korea Team
- Kim Kaphwan
- Chang Koehan
- Choi Bounge
- May Lee Jinju

Boss  [Striker]
- Original Zero  ,  [Krizalid, Ron, Glaugan] (Sous-Boss)
- Igniz (Boss principal)

## Portage
- Dreamcast (2002)
- PlayStation 2 (2003)
- PC Windows (2001)